# Cremna histica
Cremna histica är en fjärilsart som beskrevs av Jean Baptiste Boisduval 1870. Cremna histica ingår i släktet Cremna och familjen Riodinidae. Inga underarter finns listade i Catalogue of Life.